# Cordonbleu grenadin
Granatina granatinus
Espèce
Statut de conservation UICN

 LC  : Préoccupation mineure
Le Cordonbleu grenadin (Granatina granatinus) est une espèce de passereaux appartenant à la famille des Estrildidae.

## Description
Cet oiseau mesure environ 11,5 cm de longueur. Il présente un dimorphisme sexuel.
Le mâle a la majorité de son plumage châtain avec les zones auriculaires violettes, les ailes gris brun bordées de roux, le front et les sus-caudales bleus, le menton et la gorge noirs, la queue de même couleur mais bordée de bleu. Son bec est rouge violacé à la base et plus nettement rouge à l'extrémité.
La femelle, plus terne, est grisâtre dessus (y compris les sus-caudales dépourvues de bleu) et jaunâtre dessous avec les zones auriculaires lilas, la gorge blanchâtre.
Chez les deux sexes, les yeux sont marron roux et les pattes gris mauve.

## Répartition
On le trouve en Afrique du Sud, Angola, Botswana, Mozambique, Namibie, Zambie et Zimbabwe.

## Habitat
Cette espèce peuple les milieux arides à arbustes épineux.

## Comportement
Cet oiseau vit en couples ou en petits groupes souvent associé au Cordonbleu d'Angola.

## Nidification
Cette espèce édifie son nid dans les arbustes épineux.